# Маріо Райтер
Маріо Райтер  (нім. Mario Reiter, 5 листопада 1970) — австрійський гірськолижник, олімпійський чемпіон.

## Виступи на Олімпіадах
| Олімпіада   | Дисципліна              | Місце  |
| ----------- | ----------------------- | ------ |
| Нагано 1998 | слалом                  | участь |
| Нагано 1998 | гірськолижна комбінація | 1      |